# Balut, roman d'un faubourg
Balut, roman d'un faubourg est un roman d'Isroel Rabon paru en France en 2006.
Balut est un faubourg, aux environs de Łódź, dans le centre de la Pologne.
Balut est également un quartier juif, pauvre, sale, dans les dernières années de l'avant-Première Guerre mondiale. 
Balut est la rue Faïferukvé. C'est un fossé dans lequel dorment Hershl, Boutchik et Leïzer, couverts de mouches, de vers. C'est le petit Yossel et sa sœur Mirélé se retrouvant orphelins, et s'inventant alors une vie d'adultes. C'est Noté, le cinématographe illettré, c'est Reb, Elié, le propriétaire angoissé, c'est Yankel casse-cou, la petite frappe qui a peur du vide.
Balut est un univers à mi-chemin entre l'onirisme d'un film d'Emir Kusturica et la pauvreté, pleine de poésie d'un roman de John Steinbeck.
C'est enfin le roman inachevé d'un auteur, Isroel Rabon, orphelin, ayant lui-même vécu à Balut, et dont le destin tragique (il sera déporté et assassiné dans le camp d'extermination de Poneriai) ressemble à celui de ses personnages.